# Aulacopilum schaeferi
Aulacopilum schaeferi là một loài rêu trong họ Erpodiaceae. Loài này được H.A. Crum mô tả khoa học đầu tiên năm 1988.